# St. Johann (Donaueschingen)

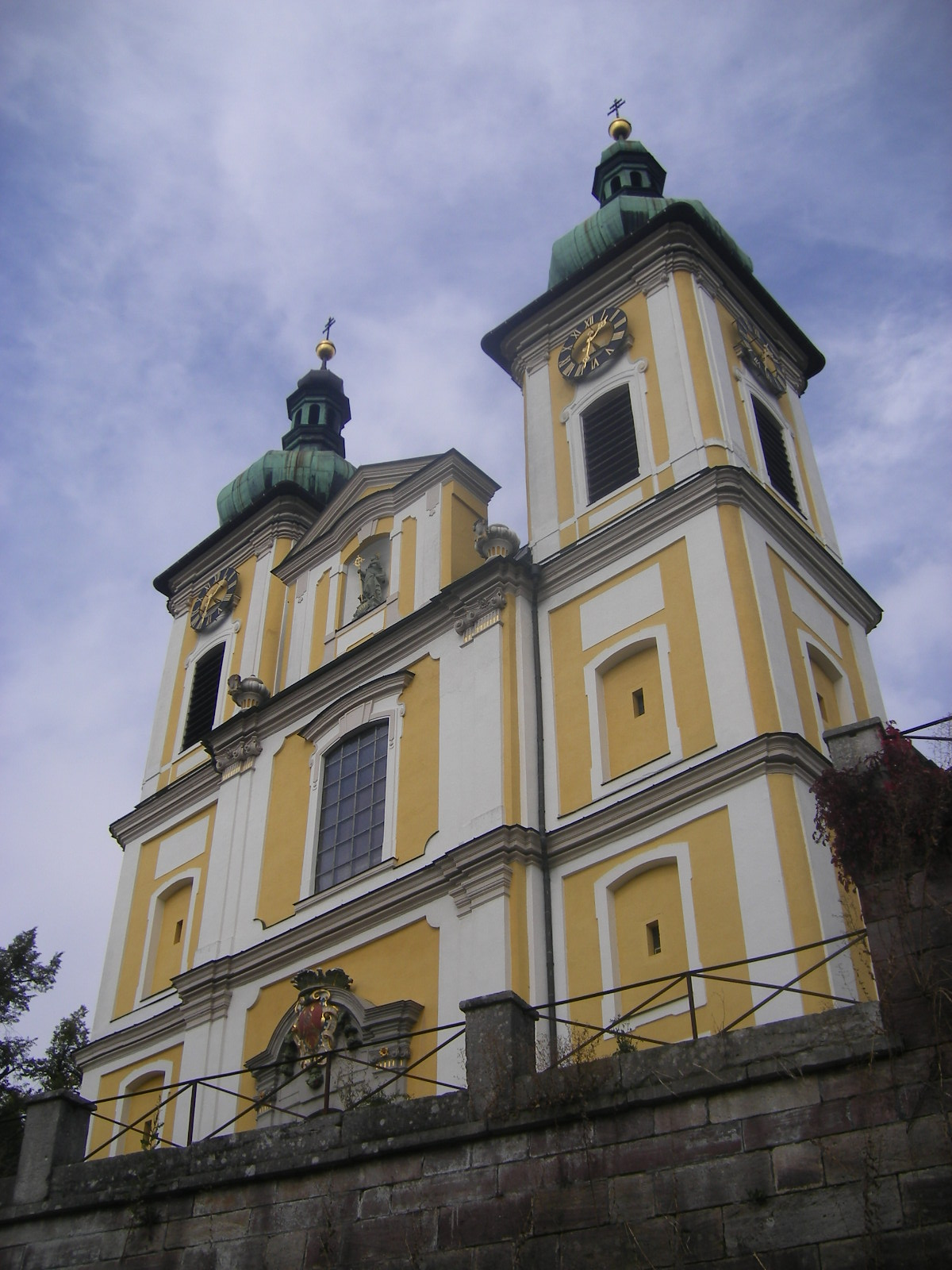
Fassade

Die katholische Pfarrkirche St. Johann in Donaueschingen ist Johannes dem Täufer geweiht.

## Geschichte
Das Bauwerk mit Doppelturmfassade im Stil des böhmischen Barock wurde von 1724 bis 1747 nach einem Entwurf des Prager Architekten Franz Maximilian Kaňka von 1724 erbaut. Der Hochaltar wurde 1751 aufgestellt.
Die beiden Türme prägen das Stadtbild Donaueschingens und gelten als Wahrzeichen der Stadt.
Das Patronatsrecht der Kirche liegt bei dem Haus der Fürsten von Fürstenberg. Der Patronatsherr Heinrich Fürst zu Fürstenberg engagierte sich tatkräftig bei der Kirchenrenovierung 2007–2009.
Am 11. Juni 2009 wurde nach der kompletten Innenrenovierung die feierliche Wiedereröffnung mit Altarweihe gefeiert.

## Orgel

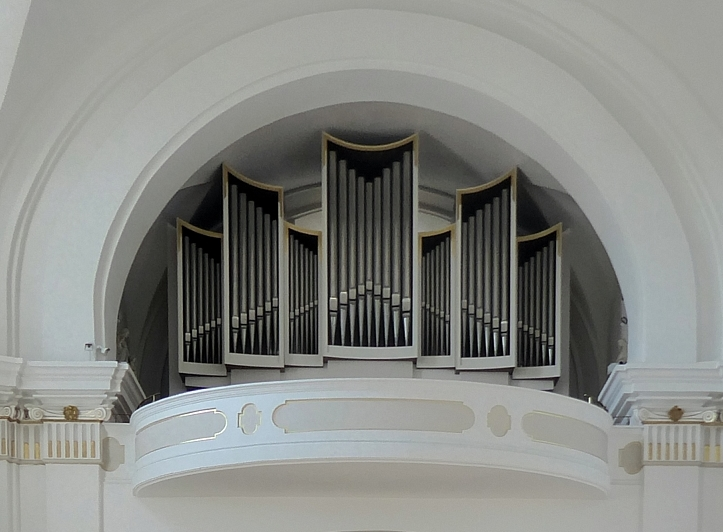
Die 1963 erbaute Mönch-Orgel

Die Geschichte der Orgeln reicht zurück in das Jahr 1726 mit einem Instrument, das 1581 von dem Orgelbauer Meister Chrysostomus (Breisach) erbaut worden war. Das heutige Instrument wurde 1963 von der Orgelbaufirma Mönch (Überlingen) erbaut. Das Schleifladen-Instrument hat 41 Register auf drei Manualen und Pedal. Die Spieltrakturen sind mechanisch, die Registertrakturen sind elektrisch.
| I Hauptwerk C–g3 |                |       |
| 1.               | Gedacktpommer  | 16′   |
| 2.               | Principal      | 8′    |
| 3.               | Rohrflöte      | 8′    |
| 4.               | Gemshorn       | 8′    |
| 5.               | Octav          | 4′    |
| 6.               | Kleingedackt   | 4′    |
| 7.               | Superoctav     | 2′    |
| 8.               | Cornett III-IV | 2 ⁄3′ |
| 9.               | Mixtur IV      | 1 ⁄3′ |
| 10.              | Cymbel II      | 1⁄3′  |
| 11.              | Trompete       | 8′    |
| 12.              | Trompete       | 4′    |
|                  | Glockenspiel   |       |

| II Oberwerk C–g3 |                |       |
| 13.              | Bleigedackt    | 8′    |
| 14.              | Quintade       | 8′    |
| 15.              | Coppelflöte    | 4′    |
| 16.              | Octav          | 2′    |
| 17.              | Larigot        | 1 ⁄3′ |
| 18.              | Sesquialter II | 2 ⁄3′ |
| 19.              | Acuta III      | 2⁄3′  |
| 20.              | Krummhorn      | 8′    |
|                  | Tremulant      |       |

| III Schwellwerk C–g3 |             |       |
| 21.                  | Holzflöte   | 8′    |
| 22.                  | Salicet     | 8′    |
| 23.                  | Principal   | 4′    |
| 24.                  | Blockflöte  | 4′    |
| 25.                  | Nasat       | 2 ⁄3′ |
| 26.                  | Waldflöte   | 2′    |
| 27.                  | Flageolet   | 1′    |
| 28.                  | Scharff III | 1′    |
| 29.                  | Dulcian     | 16′   |
| 30.                  | Schalmey    | 8′    |
| 31.                  | Clarine     | 4′    |
|                      | Tremulant   |       |

| Pedalwerk C–f1 |              |         |
| 32.            | Principal    | 16’     |
| 33.            | Subbaß       | 16’     |
| 34.            | Quintbaß     | 10 2⁄3′ |
| 35.            | Octav        | 8’      |
| 36.            | Gedackt      | 8’      |
| 37.            | Choralflöte  | 4’      |
| 38.            | Feldflöte    | 2’      |
| 39.            | Hintersatz V | 2 ⁄3′   |
| 40.            | Posaune      | 16’     |
| 41.            | Trompetbaß   | 8’      |

## Glocken
Im linken Turm der Kirche befinden sich fünf Glocken aus Bronze. Darunter sind drei Glocken aus dem 19. Jahrhundert von der Glockengießerei Rosenlächer aus Konstanz. Neben den zwei aus dem Jahre 1861 stammenden Glocken wurden nach dem Zweiten Weltkrieg 1950 zwei weitere Glocken von der Glockengießerei Grüninger aus Neu-Ulm für St. Johann gegossen. Die kleine Glocke von 1875, auch von Rosenlächer gegossen, stammt aus der katholischen Kirche St. Georg in Bleibach und wurde im Jahr 1950 käuflich erworben, als dort ein neues Glockengeläut angeschafft wurde.
| Glocke | Name                 | Gussjahr | Gießer      | Ort      | Gewicht | Durchmesser | Schlagton |
| ------ | -------------------- | -------- | ----------- | -------- | ------- | ----------- | --------- |
| 1      | Christus             | 1861     | Rosenlächer | Konstanz | 2400 kg | 1560 mm     | c+3       |
| 2      | Maria                | 1950     | Grüninger   | Neu-Ulm  | 1200 kg | 1220 mm     | e+4       |
| 3      | St. Johannes-Baptist | 1861     | Rosenlächer | Konstanz | 0550 kg | 1030 mm     | g+5       |
| 4      | St. Konrad           | 1950     | Grüninger   | Neu-Ulm  | 0450 kg | 0900 mm     | a+4       |
| 5      | St. Josef            | 1875     | Rosenlächer | Konstanz | 0270 kg | 0810 mm     | c+3       |